# Comando de Aeródromo E 6/IV
El 6º Comando de Aeródromo E (Flieger-Horst-Kommandantur E 6/IV) fue una unidad de la Luftwaffe durante la Segunda Guerra Mundial.

## Historia
Fue formado el 26 de agosto de 1939 en Alperstedt, como Comando de Aeródromo E Alperstedt. En marzo de 1940(?) es renombrado como Comando de Aeródromo E 6/IV. El 1 de abril de 1944 es renombrado como Comando de Aeródromo E (v) 206/VII.

## Comandantes
- Capitán Karl Hötsch – (16 de mayo de 1940 – 23 de enero de 1942)
- Mayor Ernst Zoerner – (23 de enero de 1942 – 1 de febrero de 1942)
- Capitán Otto Gabler – (1 de febrero de 1942 - ?)
- Mayor Walter Heilbrenner – (? – 28 de noviembre de 1942)
- Capitán Walter Crueger – (15 de febrero de 1943 – 6 de enero de 1944)
- Mayor Hans-Erich Lüders – (6 de enero de 1944 – 1 de abril de 1944)

## Servicios
- 1939 – 1940: en Alperstedt.
- junio de 1940 – enero de 1941: en Francia (área de Charleville).
- marzo de 1941 – enero de 1942: en el Norte de África (Berca?).
- enero de 1942 – febrero de 1942: en Berca.
- febrero de 1942 – 16 de junio de 1942: en Benghasi.
- 16 de junio de 1942 – junio de 1942: en Ain-el-Gazala.
- junio de 1942 – septiembre de 1942: en Fuka.
- septiembre de 1942 – noviembre de 1942: en Bir-el-Abd.
- noviembre de 1942: en Nofilia.
- diciembre de 1942 – 1 de febrero de 1943: en Castel Benito (Túnez).
- 1 de febrero de 1943 – 30 de marzo de 1943: en Oudref/Fatnassa-Nord.
- 30 de marzo de 1943 – 30 de abril de 1943: en Menzel Temime.
- 5 de mayo de 1943 – septiembre de 1943: en Practica di Mare (Italia).
- septiembre de 1943 – abril de 1944: en Perugia (Italia).